# Llista d'episodis de Majin Tantei Nōgami Neuro
Aquesta és la llista dels episodis de l'anime Majin Tantei Nōgami Neuro
| #     | Títol                  | Romaji          | Kanji                | Data d'emissió         |
| ----- | ---------------------- | --------------- | -------------------- | ---------------------- |
| 01    | Menjar                 | Shoku           | 食【しょく】         | 2 d'octubre de 2007    |
| 02    | Col·lecció [Comunitat] | Komyuniti       | 集【コミュニティ】   | 9 d'octubre del 2007   |
| 03    | Riure [Verí]           | Doku            | 笑【どく】           | 16 d'octubre del 2007  |
| 04    | Gos                    | Inu             | 犬【いぬ】           | 23 d'octubre del 2007  |
| 05    | Rentar [Oficina]       | Jimusho         | 貸【じむしょ】       | 30 d'octubre del 2007  |
| 06    | Cabell [Amic llarg]    | Nagai tomodachi | 髪【ながいともだち】 | 6 de novembre del 2007 |
| 07    | Caixa                  | Hako            | 箱【はこ】           | 13 de novembre de 2007 |
| 08    | Somni [Futur]          | Mirai           | 夢【みらい】         | 20 de novembre de 2007 |
| 09    | Estrenyor              | Shime           | 締【しめ】           | 27 de novembre de 2007 |
| 10    | Un [A Soles]           | Hitorikiri      | 一【ひとりきり】     | 4 de desembre de 2007  |
| 11    | Llum [Primer Pla]      | Gyakkō          | 光【きゃっこう】     | 11 de desembre de 2007 |
| 12    | Retrat                 | Zō              | 像【ぞう】           | 18 de desembre de 2007 |
| 13    | X                      | Sai             | X【サイ】            | 25 de desembre de 2007 |
| 14    | Viatge [Fugir Somiant] | Yume kibun      | 旅【ゆめきぶん】     | 9 de gener de 2008     |
| 15    | Drac                   | Ryū             | 竜【りゅう】         | 15 de gener de 2008    |
| 16    | Primavera              | Haru            | 春【はる】           | 22 de gener de 2008    |
| 17    | Persecució             | Cheisu          | 追【チェイス】       | 29 de gener de 2008    |
| 18    | Clau                   | Kagi            | 鍵【かぎ】           | 5 de febrer de 2008    |
| 19    | 2 [Parella]            | Futari          | 2【ふたり】          | 12 de febrer de 2008   |
| 20    | Escriptori [Dona]      | Onna            | 机【おんな】         | 19 de febrer de 2008   |
| 21    | Simetria [Bellesa]     | Bi              | 整【び】             | 26 de febrer de 2008   |
| 22    | Dona [Bruixa]          | Majo            | 女【まじょ】         | 4 de març de 2008      |
| 23    | Culpa [Sai]            | Sai             | 責【さい】           | 11 de març de 2008     |
| 24    | Obstruït [Sai]         | Sai             | 塞【さい】           | 18 de març de 2008     |
| Últim | Extrem [Sai]           | Sai             | 塞【さい】           | 25 de març de 2008     |